# 차가타이 칸국
차가타이 울루스(중세 몽골어: ᠴᠠᠭᠠᠳᠠᠢ
ᠶᠢᠨ
ᠤᠯᠤᠰ)라고도 알려진 차가타이 칸국(몽골어: Цагаадайн Хаант Улс, 영어: Chagatai Khanate) 은 칭기즈 칸의 차남인 차가타이 칸과 그의 후손들이 통치하던 칸국, 즉 동튀르키스탄(오늘날 신장 웨이우얼 자치구)에서 트란스옥시아나까지의 영토를 가르키던 명칭이다. 13세기 후반에 칸국의 영토는 그들 이전의 카라 키타이(서요)의 영토와 비슷하게 아랄해와 그 남쪽의 아무다리야에서부터 오늘날 몽골과 중국 국경의 알타이 산맥까지 뻗어 있었다.
차가타이 칸국의 초기 통치자들은 대칸의 패권을 인정했지만, 기야스 웃딘 바라크를 기점으로 반기를 들고 더이상 대칸의 종주권을 인정하지 않은 채 독자적인 행보를 보였다. 14세기 초반부터 차가타이 칸국은 내부 문제로 쇠퇴하기 시작했고, 결국 1340년대 중반에 동서로 분열되었다. 1363년, 칸국의 서부에서 두각을 드러낸 티무르가 트란스옥시아나를 확고하게 장악하고 티무르 제국을 건국하면서 차가타이 칸국의 영토는 이제 타림 분지와 그 일대만 국한되게 되었다. 이후의 칸국은 모굴리스탄으로 알려지게 되었으며 15세기 후반에는 야르칸드 칸국과 투르판 칸국으로 재차 분열되었다. 1680년, 서몽골계 유목민족인 준가르가 쳐들어와 타림 분지를 장악하면서 차가타이 칸국은 사실상 그들의 속국이 되었고, 1705년에 마지막 차가타이 칸이 퇴위됨에 따라 긴 역사의 막을 내렸다.

## 차가타이 칸국의 독립
초기의 차가타이 칸국은 독자적인 권력을 인정받지 못했다. 그 대표적인 예로 차가타이에 이어 칸위를 계승한 카라 훌레구, 예수 몽케, 무바라크 샤는 모두 몽골 제국의 대칸에 의해 해임됐던 것을 들 수 있다. 하지만 사실상 몽골 제국의 마지막 대칸이었던 몽케 칸이 죽은 후인 1260년에 즉위한 알루구(Alghu)는 중앙의 아리크 부케에게 반기를 들며 독자적 행보를 걷기 시작했다.

## 오고타이 칸국과의 대립
아리크 부케에게 반기를 든 알루구는 곧 아리크 부케의 지원을 받고 있던 오고타이 칸국의 하이두와 맞서게 됐다. 1266년, 알루구의 뒤를 이어 칸위에 오른 바락(Baraq)도 하이두와의 전투를 계속했다. 3년간의 격렬한 전쟁으로 바락과 하이두는 모두 심대한 피해를 입었고 결국 1269년에 잠시 휴전할 것에 합의했다. 바락과 휴전한 하이두는 바락을 궁지에 빠뜨리기 위해 바락에게 일 한국을 공격할 것을 종용했고 지원군을 보냈다. 1270년 바락은 이 제안에 넘어가 먼저 일 한국을 공격했지만 하이두의 지원군이 그를 배신하면서 일 한국의 군대에게 대패를 당하고 말았다. 1년 뒤인 1271년에 바락은 죽고 차가타이 한국은 오고타이 한국의 속국으로 전락해버리고 말았다.
그 이후 하이두는 이름뿐인 칸들을 즉위시켜 차가타이 칸국을 완전히 장악했다. 하지만 곧 바락의 아들인 두아(Duwa)를 비롯한 왕족들의 반란이 일어났고 차가타이 칸국의 지배에 어려움을 느낀 하이두는 두아와 타협하여 그를 칸위에 올렸다. 두아는 영리한 인물이었고 자신을 칸위에 올린 하이두와 협력하며 세력을 확장하기 시작했다. 그러던 1301년, 차가타이 칸국의 숙적인 하이두가 사망하였다. 하이두가 사망하자 두아는 즉시 오고타이 한국의 칸위 계승 분쟁에 개입하여 1303년에 하이두의 장남인 차바르를 칸위에 올린 뒤 원을 비롯한 모든 한국들과 평화협정을 체결했다. 하지만 평화협정은 오래 가지 못했다. 평화협정이 체결된 지 3년이 지난 1306년에 두아는 원나라의 성종과 연합하여 오고타이 칸국을 공격, 칸인 차바르를 추방시키고 원과 함께 오고타이 한국의 영토를 나눠가졌다.

## 멸망
오고타이 칸국을 멸망시킨 두아 칸 이후에 즉위한 에센부카 칸과 케벡 칸에 의해 차가타이 한국은 약 20여년간 중앙아시아의 분쟁에서 주도적 위치를 차지하게 되었다.
아유르바르와다는 일 칸국의 울제이투과 동맹하여 원나라를 공격한 차가타이 한국의 에센 부카 1세에 대항하였다. 1316년 그는 에센부카를 격파하였고 에센부카의 사후에 케벡이 원나라와 화의하였다.
하지만 케벡 칸이 사망한 1326년(혹은 1325년) 이후 차가타이 한국의 국세는 급격히 기울기 시작했다. 각 유목 부족들은 독자적 권리를 행사하며 서로 분열하였고, 칸은 부족장들에 의해 추대되고 부족장들에 의해 쫓겨났다. 지금의 신장 지역에는 유목민들의 세력이 강했고, 마 와라 알나흐르 지방에는 정주 세력이 더 강했다. 전자는 스스로를 ‘모굴인’이라고, 후자는 스스로를 ‘차가타이인’이라고 칭했다.
마침내 1348년, 현재의 신장 지역인 차가타이 한국 동부 지역의 유력 가문인 두글라트부에서 투글루크 티무르(Tughlugh Timur)를 옹립하면서 차가타이 한국은 동서로 분열되고 말았다. 동차가타이 한국(=모굴리스탄 한국)의 첫 번째 칸이 된 투글루크 티무르가 잠시 차가타이 한국을 통합하고 여러 부족의 아미르들을 격파하기도 했지만 이 일시적 통합은 그가 죽은 1363년에 붕괴되고 말았다.
투글루크 티무르에 이어 차가타이 한국을 장악한 것은 발라스부의 아미르, 티무르였다. 투글루크 티무르에 의해 아미르가 된 티무르는 다른 여러 부족들을 제압한 뒤 1370년에 서차가타이 한국을 장악하고 티무르 왕조를 세웠다. 티무르 왕조가 설립된 이후에도 차가타이 한국의 칸은 1402년까지 형식상으로는 존재하지만 사실 차가타이 한국은 1370년에 멸망한 상태였다.

## 모굴리스탄 칸국

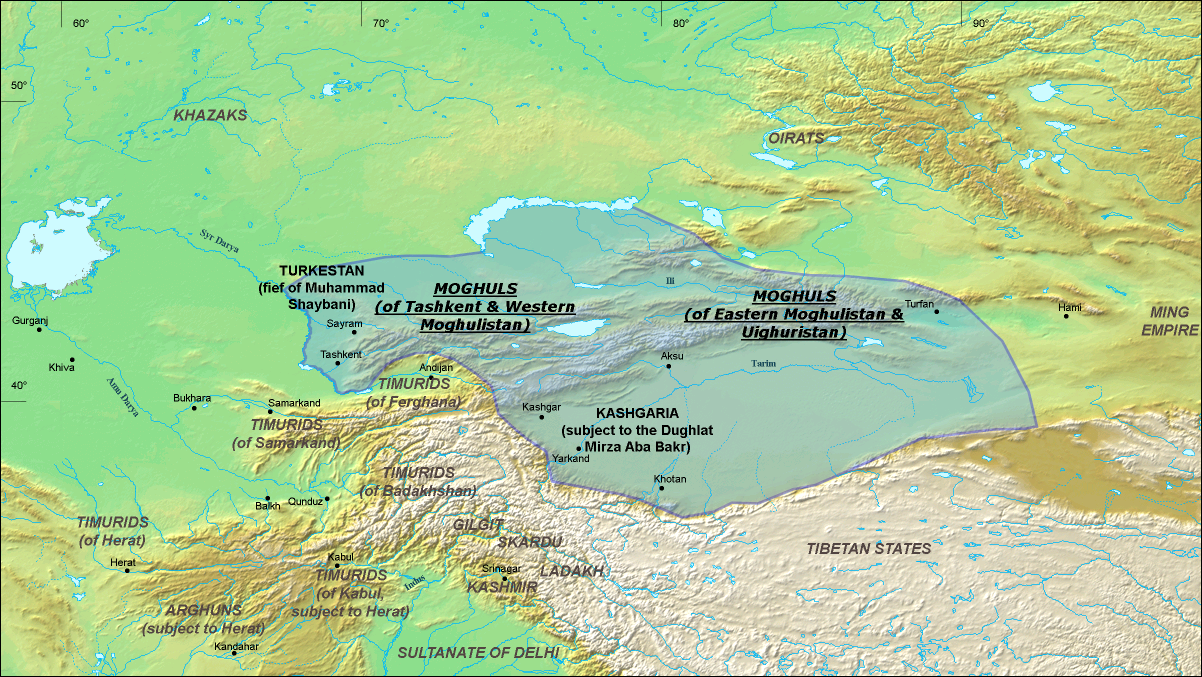
1490년의 모굴리스탄 칸국

차가타이 한국을 통합한 투글루크 티무르 사후, 그의 아들 일리아스 호자(Illyas Khoja)는 트란속시아나에 대한 지배권을 다시 확보하려 했으나 실패했다. 이후 서차가타이 칸국에서 티무르 왕조가 성립, 모굴리스탄 칸국은 티무르 왕조의 지배권 아래로 들어가게 됐다. 15세기 중반, 티무르 한국의 분열로 다시 자립한 모굴리스탄 한국은 에센 부카 2세와 유누스 칸 시대에 전성기를 맞았다.
하지만 모굴리스탄은 도스트 무함마드가 유누스 칸에 대항하여 동쪽 투르판을 중심으로 위구르스탄 칸국을 세우며 양분되었다. 16세기 초 위구르스탄의 만수르 칸이 모굴리스탄을 재통일하고 오이라트와의 전투에서 여러 차례 승리하며 위세를 떨쳤지만 그의 형제인 사이드 칸이 카슈가르를 중심으로 카슈가르 한국을 세우면서 모굴리스탄 한국은 다시 분열되었다.
카슈가르 칸국에서는 16세기 말부터 칸의 권위가 바닥으로 떨어지고 그 대신 호자(Khoja)라는 이슬람 귀족 가문이 권력을 잡게 됐다. 호자 가문은 카슈가르의 백산당과 야르칸트의 흑산당으로 분열하여 권력 투쟁을 벌였다. 1678년, 카슈가르 칸국의 마지막 칸인 이스마일 칸은 백산당의 영수 아팍 호자(Appak Khoja)를 몰아내고 칸의 권력을 회복하려 했으나 도리어 아팍 호자가 불러들인 중가르의 칸 갈단에 의해 쫓겨나고 말았다. 이후 카슈가르 한국은 준가르의 보호령으로 전락했으며 호자 가문이 완전한 권력을 쥐게 됐다. 위구르스탄도 이와 마찬가지로 준가르의 보호령으로 전락하고 말았다.
1695년, 아팍 호자의 아들인 야흐야 호자(Yahya Khoja)가 죽은 뒤 마지막 칸인 아크바쉬 칸(Akbash Khan)이 즉위하여 준가르에 대항하려 했다. 하지만 그 역시도 1706년에 호자 가문에 의해 추방당해 무굴 제국으로 망명하면서 모굴리스탄 칸국도 역사속으로 사라진다.

## 차가타이 칸국의 역대 칸
- 차가타이(Chagatai) (1226 ~1242년 )
- 카라 훌레구(재위 : 1242년 ~ 1246년, 1251년 ~ 1252년)
- 이수 뭉케(1246년 ~ 1251년)
- 카라 훌레구(1251년 ~ 1252년)
- 무바라크 샤 (1252년 - 1260년)
- 오르키나 하툰(섭정 : 1252년 - 1260년)
- 알루구(Alghu, 1260년 ~ 1266년)
- 무바라크 샤(복위 : 1266년)
- 바락(Baraq, 1266년 ~ 1270년)
- 네구베이(Negubei, 1270년 ~ 1272년)
- 부카 테무르(Buqa Temur, 1272년 - 1287년)
- 두아(Duwa, 1282년 ~ 1307년)
- 콘첵 칸(Könchek, 1306년 - 1308년)
- 탈리쿠(Taliqu, 1308년 - 1309년)
- 케벡 칸(Kebek, 1309년)
- 에센부카 칸(1309년 ~ 1320년)
- 케벡 칸(Kebek, 1320년 - 1325년)
- 엘지기데이(Eljigidey, 1325년)
- 두와 테무르(Duwa Temur, 1325년)
- 알라딘 타르마시린(Aladdin Tarmashirin, 1325년 - 1333년)
- 부잔(Buzan, 1333년 ~ 1334년)
- 창시(Changshi, 1334년 ~ 1338년)
- 예순 테무르(Yesun Temur, 1338년 ~ 1342년) 알리 술탄(Ali-Sultan, 1338년 ~ 1342년)과 함께 통치
- 무하마드 1세 이븐 풀라드(Muhammad I ibn Pulad, 1342년 - 1343년)
- 카잔 칸 이븐 야사우르(Qazan Khan ibn Yasaur, 1343년 - 1346년)
- 다니시멘지(Danishmendji, 1346년 - 1348년)

차가타이 한국이 동서로 분할
- 바얀 쿨리(Bayan Quli, 1348년 - 1358년)
- 투글루크 티무르{Tughlugh Timur, (모굴리스탄 한국 1348년 - 1363년), 1358년 - 1363년}
- 일리야스 호자(Ilyas Khodja, 1363년 - 1368년)
- 아딜 술탄(Adil-Sultan, 1363년)
- 카불 샤(Khabul Shah, 1364년 - 1370년)

1370년부터 티무르의 총독이었다.
- 수우르가트미시(Suurgatmish, 1370년 - 1388년)
- 술탄 마흐무드(Sultan Mahmud, Mohammed II, 1388년 - 1402년)

## 같이 보기
- 몽골 제국
- 칭기스 칸
- 티무르
- 차가다이